# Янислав Иванов
Янислав Иванов (роден на 6 март 1992 г. в Плевен) е български футболист, атакуващ полузащитник, който играе за Верея (Стара Загора).